# 勾陳增十
小熊座20，又名BD+75 586，HD 147142、SAO 8452、HR 6082，是小熊座的一颗恒星，视星等为6.39，位于銀經108.91，銀緯35.88，其B1900.0坐标为赤經16h 15m 2.6s，赤緯+75° 35.88′ 31″。